# Johannes Schumann (Komponist)
Johannes Schumann (* 14. Dezember 1881 in Crossen; † nach 1949) war ein deutscher Komponist und Musikerzieher, der zu den bedeutendsten des Erzgebirges gezählt wurde.

## Leben
Er stammte aus dem Kreis Rochlitz, wo er als Sohn eines Lehrers und Kantors aus dem kleinen Ort Crossen, heute Ortsteil der Gemeinde Erlau (Sachsen) geboren wurde. Bereits im Alter von vier Jahren nahm ihn sein Vater mit in die Schule. Mit sechs Jahren lernte er das Klavierspiel und mit neun Jahren das Spielen der Kirchenorgel in Crossen.
Im 14. Lebensjahr ging Johannes Schumann an das Lehrerseminar nach Rochlitz, da er wie sein Vater Lehrer werden sollte. Nach fünfeinhalb Jahren wurde er zunächst Vikar in Seelitz und im Anschluss in Breitenborn.
1901 wurde er nach Leipzig einberufen, um seinen Wehrdienst zu leisten. Zu Ostern 1902 wurde er Hilfslehrer in Mittweida. Eigentlich wäre damit seine Berufskarriere zu Ende gewesen, doch er bildete sich weiter und nahm 1904 ein dreijähriges Studium in Leipzig auf, wo er 1907 die Staatsprüfung ablegte. Dadurch war ihm die Tür geöffnet, um an Seminaren wirken zu können. Seine erste Stelle fand er am Seminar in Plauen, daraufhin ging er nach Auerbach/Vogtl. 1909 wechselte er als Oberlehrer und späterer Studienrat, der vorwiegend als Musikerzieher tätig war, an das Seminar und an die Realschule nach Stollberg/Erzgeb. Dort fand er seinen endgültigen Wirkungsort, wo er zum Nestor der Musikerziehung wurde. Zahlreiche spätere Musiker, Sänger und Solisten wie Paul Rauchfuß und Gert Bahner gingen durch seine Schule. Mit Ende der Schuljahres 1948/49 ging Johannes Schumann in den Ruhestand, setzte aber nebenberuflich seine musikalischen Tätigkeiten fort.
Ferner war Johannes Schumann als Dozent für Musik an der Kreisvolkshochschule Stollberg/Erzgeb. tätig und wirkte bis ins hohe Alter mit zahlreichen musikfreudigen und musikbegeisterten Menschen.
Befreundet war er u. a. mit Rainer Maria Rilke und Helene Nostitz.

## Werke
Johannes Schumann hat mehrere Lieder vertont. Zu den bekanntesten zählt die Mazurka „Tanzende Mädchen“.